# Мішуренко Олександр Володимирович
Олександр Володимирович Мішуренко (нар. 25 жовтня 1988, Нікополь, Дніпропетровська область, УРСР) — український футболіст, нападник клубу ««Авангард» (Лозова)».

## Біографія
Олександр Мішуренко народився 25 жовтня 1988 року в місті Нікополь Дніпропетровської області. Батько футболіста свого часу виступав у чемпіонаті Нікопольського району. Першим тренером футболіста був Микола Анатолійович Гаман.. У чемпіонаті ДЮФЛУ виступав у 2001 році за «Колос» (Нікополь) — 3 матчі, у 2002—2003 роках за «Обрій-Трубник» — 3 матчі, у 2004—2005 роках за Електрометалург-НЗФ — 17 матчів.
У дорослому футболі розпочав свої виступа за аматорські футбольні клуби — «Штурм» (Дніпропетровськ), ФК «Нікополь», «Колос» (Нікопольський р-н), «Вектор» (Богатирівка) та «ВПК-Агро». У 2015 році підписав контракт із на той час аматорським «Інгульцем». У чемпіонаті ААФУ Олександр зіграв 4 матчі, у яких відзначився 4 забитими м'ячами. Наступного сезону 2015/16 зіграв 22 матчі та забив 5 м'ячів у ворота суперників, чим допоміг клубу стати бронзовим призером Другої ліги чемпіонату України. 2016 року переведений до «Інгульця-2» — фарм-клубу основної команди. Також грає за «Інгулець-3». Олександру разом з «Інгульцем» знадобилось 5 сезонів на професійному рівні, щоб здобути право на виступи в еліті українського футболу.
За підсумком сезону 2019/20 серед команд першої ліги разом з «Інгульцем» здобув бронзу та право грати в УПЛ. На свій рахунок Олександр записав 8 голів, 7 результативних передач.
Свій перший матч в УПЛ провів 13 вересня 2020 року проти «Ворскли», змінивши на 77 хвилині Ніку Сітчінаву. 8 жовтня клуб оголосив, що гравець покинув «Інгулець» у зв'язку з сімейними обставинами.
16 жовтня 2020 року з'явилися інформація про перехід Олександра до «Кривбасу». Перший матч в складі криворіжців зіграв 17 жовтня 2020 року проти «Енергії» (Нова Каховка), в якому зміг забити дебютний гол.

## Статистика
| Клуб       | Сезон   | Чемпіонат | Чемпіонат | Кубок | Кубок | Єврокубки | Єврокубки | Всього | Всього |
| Клуб       | Сезон   | Ігор      | Голів     | Ігор  | Голів | Ігор      | Голів     | Ігор   | Голів  |
| ---------- | ------- | --------- | --------- | ----- | ----- | --------- | --------- | ------ | ------ |
| «Інгулець» | 2015/16 | 22        | 5         | 2     | 1     | —         | —         | 24     | 6      |
| «Інгулець» | 2016/17 | 10        | 4         | 1     | 0     | —         | —         | 14     | 4      |
| «Інгулець» | 2017/18 | 34        | 4         | 1     | 1     | —         | —         | 38     | 5      |
| «Інгулець» | 2018/19 | 23        | 2         | 4     | 0     | —         | —         | 27     | 2      |
| «Інгулець» | 2019/20 | 27        | 8         | 4     | 0     | 0         | 0         | 35     | 8      |
| «Інгулець» | 2020/21 | 4         | 0         | 0     | 0     | 0         | 0         | 0      | 0      |
| «Кривбас»  |         |           |           |       |       |           |           |        |        |
| 2020/21    | 8       | 3         | 0         | 0     | 0     | 0         | 0         | 0      |        |
| Всього     | 128     | 24        | 12        | 2     | 0     | 0         | 138       | 26     |        |

## Досягнення
- Кубок України
  -  Фіналіст (1): 2018/2019
- Друга ліга чемпіонату України
  -  Бронзовий призер (1): 2015/16

- Перша ліга України
  -  Бронзовий призер (1): 2019/20

## Особисті вподобання
- У європейських чемпіонатах уболіває за каталонську «Барселону»[1].
- Улюблений гравець — «зубастик» Роналду[1].
- Футбольна мрія — «підвищувати свою футбольну майстерність і показувати кращу гру»[1].